# زنباء وبرية
زنباء وبرية (الاسم العلمي: Pangonius villosus) هو نوع من الحشرات يتبع جنس الزنباء من الفصيلة النعرية.